# 多饶·捷尔吉

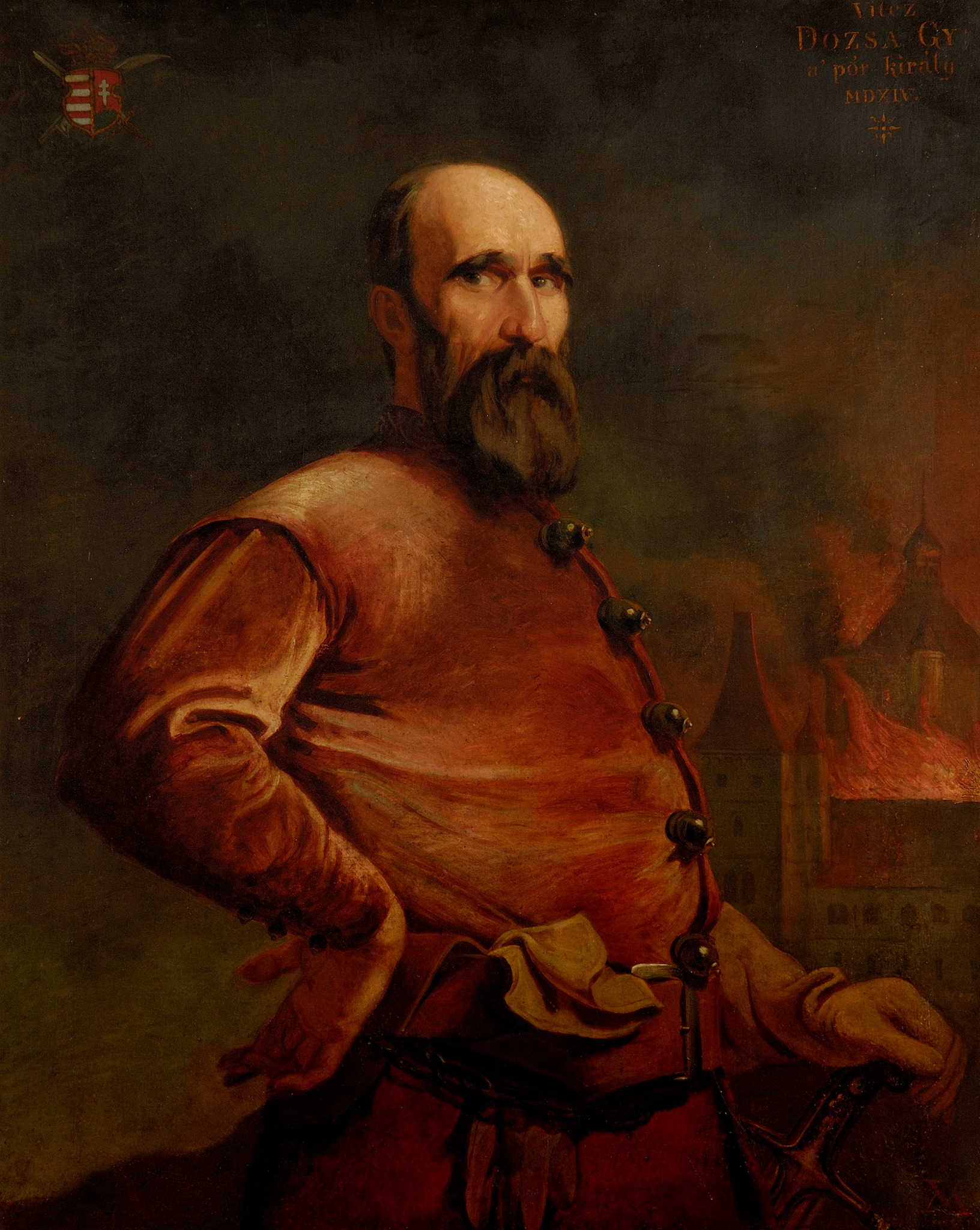
多饶·捷尔吉

多饶·捷尔吉（György Dózsa，1470年– 1514年7月20日）是一位来自匈牙利王国特兰西瓦尼亚的披甲战士，他是塞凯伊人。
1514年4月16日，埃斯泰尔戈姆主教打算组织十字军讨伐奧斯曼土耳其帝國。4萬人來到佩斯加入十字軍。結果這些人沒有拿到補給，於是在捷尔吉·多热的率領下這些人攻擊匈牙利王国的土地主。同年7月，匈牙利王国鎮壓起事。多热被杀，约5万农民被處決。